# Szlak Mikołaja Reja
Szlak Mikołaja Reja – rowerowy szlak turystyczny na terenie województwa lubelskiego od Rejowca Fabrycznego do dworca PKP w Krasnymstawie.

## Przebieg szlaku
- Rejowiec Fabryczny
- Rejowiec
- Adamów
- Popówka
- Kobyle
- Góra Ariańska
- Krynica
- Krupe
- Kolonia Siennica Nadolna
- Siennica Nadolna
- Lubańki
- Dworzec PKP w Krasnymstawie